# Sourcil (oiseau)
Pour les articles homonymes, voir Sourcil (homonymie).

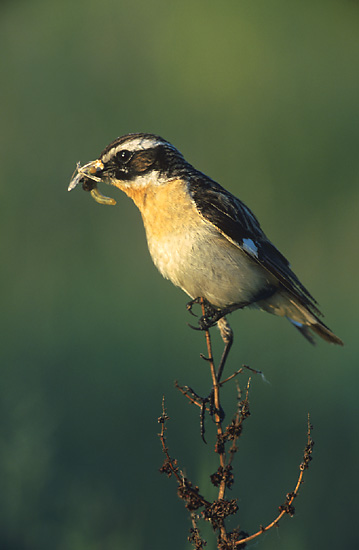
Le Tarier des prés a un sourcil bien visible.

Le sourcil ou supercilium est chez les oiseaux une zone du plumage qui se trouve autour des yeux chez de nombreuses espèces. Il s'agit d'une bande de plumage de couleur différente qui commence au niveau du bec, passe soit au-dessus soit autour du lore et se termine à l'arrière de la tête de l'oiseau, alors que le trait sourcilier passe de part et d'autre du lore. Lorsque le sourcil s'arrête au niveau du lore et ne continue pas derrière la tête, on parle de bande supralorale ou plus simplement de supraloral.
Sur la plupart des espèces qui affichent un sourcil, les plumes qui le composent sont plus pâles que les plumes autour, la calotte ou la couverture parotique ou auriculaire.
La couleur, la forme ou d'autres caractéristiques des sourcils peut être utile dans l'identification des oiseaux, c'est par exemple la principale distinction utilisée pour différencier le Pouillot brun et le Pouillot de Schwarz.